# 就学前の子どもに関する教育、保育等の総合的な提供の推進に関する法律
就学前の子どもに関する教育、保育等の総合的な提供の推進に関する法律（しゅうがくまえのこどもにかんするきょういくほいくとうのそうごうてきなていきょうのすいしんにかんするほうりつ、平成18年6月15日法律第77号）は、幼保一元化の推進に関する日本の法律である。
経済財政運営と構造改革に関する基本方針2003（2003年＜平成15年＞6月閣議決定）において平成18年度までに検討することとされ、規制改革・民間開放推進3か年計画（2004年＜平成16年＞3月閣議決定）において2005年度（平成17年度）中に必要な法整備を行うことも含め様々な準備を行い、2006年度（平成18年度）から本格実施を行うとされたことに伴い法制化された。

## 所管官庁
- 文部科学省初等中等教育局幼児教育課
- こども家庭庁成育局保育政策課[3]
- こども家庭庁成育局成育基盤企画課 - 認定こども園における保育の内容、職員の資質、養成施設についての実務を担当

## 概要
幼稚園及び保育所等における小学校就学前の子どもに対する教育及び保育並びに保護者に対する子育て支援の総合的な提供を推進するための措置を講じ、地域において子どもが健やかに育成される環境の整備に資することを目的とし、認定こども園の設置における、学校教育法や児童福祉法の特例について規定している。
平成24年8月に成立した、いわゆる子ども・子育て関連3法に伴い、認定こども園法の一部改正が行われた。

## 平成24年8月改正後の認定こども園法
主に、以下のようなことが定められている。
- 幼保連携型認定こども園以外の認定こども園の充実
  - 都道府県知事は、都道府県の条例で定める要件に適合する施設について、その設置者が欠格事由に該当する場合及び供給過剰による需給調整が必要な場合を除き、認定することとする。（第3条）
  - 幼保連携型認定こども園以外の認定こども園において教育・保育を行うに当たっては、幼保連携型認定こども園の教育課程その他の教育・保育の内容に関する事項を踏まえて行わなければならない。（第6条）
- 幼保連携型認定こども園
  - 幼保連携型認定こども園は、義務教育及びその後の教育の基礎を培うものとしての満3歳以上の子ども（小学校就学の始期に達するまでの者をいう。以下同じ。）に対する教育、並びに保育を必要とする子どもに対する保育を一体的に行い、これらの子どもの健やかな成長が図られるよう適当な環境を与えて、その心身の発達を助長するとともに、保護者に対する子育ての支援を行うことを目的として設置される施設をいう。（第2条）[注釈 2]
  - 幼保連携型認定こども園は、国、地方公共団体、学校法人及び社会福祉法人のみが設置することができる。（第12条）
  - 市町村（指定都市等を除く。）は、幼保連携型認定こども園の設置等を行おうとするときは、あらかじめ、都道府県知事に届け出なければならない。（第16条）
  - 国及び地方公共団体以外の者は、幼保連携型認定こども園の設置等を行おうとするときは、都道府県知事又は指定都市等の長の認可を受けなければならない。（第17条）